# Comtat de Tengen

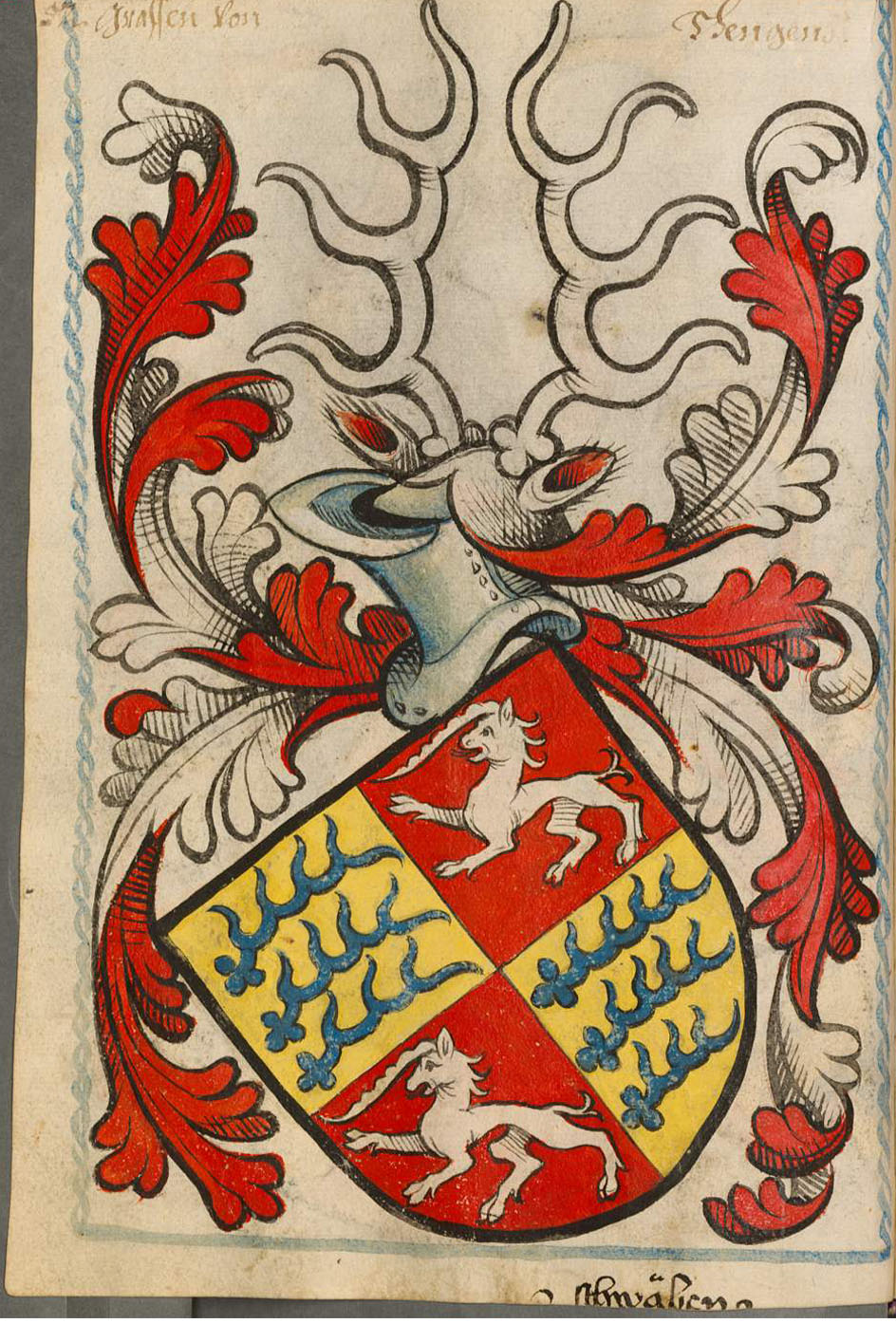
blasó dels comtes de Tengen i Nellenburg
al Scheiblersches Wappenbuch
1450-1480

El comtat de Tengen fou una jurisdicció feudal alemanya a l'Hegau. Tengen és esmentada per primer cop el 1112 i era el lloc principal del comtat de Tengen format per dues porcions.
El 1275 els senyors de Tengen van heretar la senyoria de Klingenberg i van adquirir el títol comtal. El 1305 van vendre els dominis originals als Habsburg. El 1387 van empenyorar Klingenberg als Habsburg que el 1462 van adquirir Bodmann i Jungingen als seus senyors. El 1488 la regió fou inclosa finalment al cercle de Suàbia-Alsàcia-Burgúndia. Finalment va passar a Baden el 1806
L'altra porció que incloïa Tengen i el seu castell, fou venuda el 1522 a Àustria. El 1534 s'ajuntava amb el comtat de Nellenburg que pertanyia al cercle del Vorderösterreich i havia estat adquirit pels Habsburg als Tengen el 1465 (que la posseïen des de 1422, quan van adquirir la condició de comtes). Tengen fou empenyorada pels Habsburg el 1651 i va passar en feu als Auersperg el 1653 com a feus, i es convertia en comtat mediatitzat amb aproximadament 70 km²; el 1806 el comtat va passar a Baden. Verenahof era com a exclau en àrea suïssa, però pertanyia al territori del comtat de Tengen; també aquesta zona va passar a Baden el 1806 però el 1967 es va fer un intercanvi de territori i va passar a Suïssa. La ciutat d'Eglisau, una fundació dels Tengen, fou fins a 1463 de la seva propietat.